# Arenicola glasselli
Arenicola glasselli är en ringmaskart som beskrevs av Miles Joseph Berkeley 1939. Arenicola glasselli ingår i släktet Arenicola och familjen Arenicolidae. Inga underarter finns listade i Catalogue of Life.